# Werner Raith
Werner Raith (* 1940 in Regensburg; † 3. März 2001 in Terracina) war ein deutscher Philosoph und Erziehungswissenschaftler sowie Schriftsteller, Journalist und Übersetzer. Er wurde bekannt als einer der wenigen deutschen Mafia-Experten.

## Leben
Werner Raith studierte zunächst Mathematik und Physik. Er wurde in Philosophie über den Humanisten Giovanni Pico della Mirandola promoviert. Schließlich habilitierte er sich in Pädagogik. Raith lehrte an den Universitäten München und Palermo sowie an der Technischen Hochschule in Darmstadt.
Neben seiner Lehrtätigkeit gründete er auch zwei Buchverlage und verfasste Sachbücher, Romane und Jugendbücher. Er galt als einer der wenigen deutschen Experten über die europäische Mafia. Raith lebte in Terracina im mittleren Italien, Region Latium, züchtete dort Pferde und betrieb mit seiner Frau eine Reitschule. Seit 1985 arbeitete er als Italienkorrespondent für die tageszeitung und die Basler Zeitung. Da in zunehmendem Maße seine Ansichten und Vorschläge bei der taz-Redaktion kein Gehör mehr fanden, wechselte er nach anderthalb Jahrzehnten im Jahr 2000 zum Berliner Tagesspiegel.
Außerdem wurde Raith als Übersetzer aus dem Italienischen bekannt, insbesondere für den Berliner Wagenbach Verlag.
Raith starb an Herzversagen. Er hinterließ seine Frau Xenia und drei Töchter.

## Schriften
- Die Macht des Bildes. Ein humanistisches Problem bei Gianfrancesco Pico della Mirandola. Dissertation. Fink, München 1967.
- Florenz vor der Renaissance. Der Weg einer Stadt aus dem Mittelalter. Habilitationsschrift. TU Darmstadt 1976. Campus, Frankfurt am Main / New York 1979.
- Spartacus. Wie die Sklaven und Landarbeiter den Römern das Fürchten beibrachten. Wagenbach, Berlin 1981. ISBN 3803120845
- Das verlassene Imperium: über das Aussteigen des römischen Volkes aus der Geschichte. 2. Auflage. Wagenbach, Berlin 1982, ISBN 3-8031-2092-6.
- Der Papst treibt Teufel aus. Italienische Reportagen. Förtner & Krömer, Köln 1987, ISBN 3-924366-05-5.
- Gut schreiben. Ein Leitfaden. Campus, Frankfurt am Main 1988, ISBN 3-593-33951-X.
- Humanismus und Unterdrückung. Streitschrift gegen die Wiederkehr einer Gefahr. Extrabuch, Frankfurt am Main 1985, ISBN 3-88704-047-3.
- Addio, bella Italia: Wandel im Land unserer Träume. Knesebeck, München 1992, ISBN 3-926901-53-5.

### Bücher zu den Themen Mafia/Korruption
- Die ehrenwerte Firma. Der Weg der italienischen Mafia vom „Paten“ zur Industrie. Wagenbach, Berlin 1983, ISBN 3-8031-2099-3.
- mit Xenia Raith: Süd-Italien, Sizilien. Reisen und Begegnungen im unbekannten Mezzogiorno. Förtner & Kroemer, Köln 1987, ISBN 3-924366-08-X.
- Mafia: Ziel Deutschland. Vom Verfall der politischen Kultur zur organisierten Kriminalität. Kösler, Köln 1989.
- Opfer im Abseits. Die Gewalt des Schweigens. Klein & Blechinger, Köln 1991, ISBN 3-927658-14-6.
- mit Xenia Raith: Italien-Reisen. 2 Bände. Klein & Blechinger, Köln 1992, ISBN 3-927658-08-1, ISBN 3-927658-09-X.
- Der Korruptionsschock. Demokratie zwischen Auflösung und Erneuerung: das Beispiel Italien. Rowohlt, Reinbek 1994, ISBN 3-499-13517-5.
- Das neue Mafia-Kartell. Wie die Syndikate den Osten erobern. Rowohlt TB-Verlag, Reinbek 1996, ISBN 978-3-499-19971-4.
- Die Republik der Schein-Heiligen oder: Wieviel Korruption braucht die Demokratie? Eine Streitschrift. Knesebeck, München 1998, ISBN 3-926901-89-6.

### Politische Bücher
- In höherem Auftrag. Der kalkulierte Mord an Aldo Moro. Wagenbach, Berlin 1984, ISBN 3-8031-2111-6.
- Eiszeit im Vatikan. Johannes Paul II und seine Kritiker. Knesebeck, München 1993, ISBN 3-926901-58-6.
- Politische Morde. 17 Fälle des 20. Jahrhunderts. Knesebeck, München 1996, ISBN 3-89533-160-0.
- Absturz über Ustica. Elefanten Press, Berlin 1999, ISBN 3-88520-913-6.[3]

### Kinder- und Jugendbücher
- Verräterkind. Elefanten Press, Berlin 1997, ISBN 3-88520-625-0.
- Verdammter Dieb. Elefanten Press, Berlin 1999, ISBN 3-88520-723-0.
- Die Hälfte des Mondes. Elefanten Press, Berlin 2000, ISBN 3-570-14600-6.
- Falsche Beute. Bertelsmann Jugendbuch-Verlag, München 2002, ISBN 3-570-14622-7.[4]